# Maizeroy
Maizeroy là một xã trong vùng hành chính Lothringen, thuộc tỉnh Moselle, quận Metz-Campagne, tổng Pange. Tọa độ địa lý của xã là 49° 05' vĩ độ bắc, 06° 23' kinh độ đông. Maizeroy nằm trên độ cao trung bình là 245 mét trên mực nước biển, có điểm thấp nhất là 212 mét và điểm cao nhất là 325 mét. Xã có diện tích 8,73 km², dân số vào thời điểm 2004 là 323 người; mật độ dân số là 37,6 người/km².

## Thông tin nhân khẩu
| 1962 | 1968 | 1975 | 1982 | 1990 | 1999 |
| ---- | ---- | ---- | ---- | ---- | ---- |
| 181  | 210  | 210  | 226  | 215  | 286  |